# Michałowo
Michałowo [pronunciación en polaco: /mixaˈwɔvɔ/] (en alemán: Wachthal) es un pueblo en el distrito administrativo de Gmina Nowy Staw, dentro del condado de Malbork, Voivodato de Pomerania, en el norte de Polonia. Se encuentra a unos 14 kilómetros al este de Nowy Staw, 16 kilómetros al noreste de Malbork, y 47 kilómetros al sureste de la capital regional Gdańsk.
Antes de 1772, la zona formaba parte del Reino de Polonia, desde 1772 a 1919 perteneció a Prusia y Alemania, desde 1920 a 1939 a la Ciudad libre de Danzig, desde septiembre de 1939 a febrero de 1945 formó parte de la Alemania nazi. En 1945 regresó a Polonia. 